# Iseropus serranoi
Iseropus serranoi là một loài tò vò trong họ Ichneumonidae.